# نیکلای پلاتنیکوف
نیکلای سرگئیوویچ پلاتنیکوف (روسی: Николай Сергеевич Пло́тников؛ ‏ ۵ نوامبر ۱۸۹۷ – ۳ فوریهٔ ۱۹۷۹) بازیگر اهل امپراتوری روسیه بود.
از فیلم‌ها یا برنامه‌های تلویزیونی که وی در آن نقش داشته‌است، می‌توان به نبرد استالینگراد و مبادا که فراموش کنیم اشاره کرد.
وی همچنین برندهٔ جوایزی همچون جایزه هنرمند مردمی اتحاد جماهیر شوروی، هنرمند مردمی جمهوری شوروی فدراتیو سوسیالیستی روسیه، نشان پرچم سرخ کار، و نشان لنین شده‌است.